# Chapelle de l'Ascension (Jérusalem)
Pour les articles homonymes, voir Église de l'Ascension.
Ne doit pas être confondu avec Monastère de l'Ascension du Mont des Oliviers.
La chapelle de l'Ascension à Jérusalem, autrefois appelée Imbomon - venant de l’araméen bâmâ (« hauteur ») - commémore le souvenir de la montée au ciel du Christ quarante jours après sa Résurrection. C'est un édicule qui faisait partie d'un complexe plus vaste comprenant une église et un monastère chrétiens à l'époque des croisades et qui aujourd'hui est intégré à la « Mosquée de l'ascension », construite au sommet du mont des Oliviers en mémoire de l'Ascension de Jésus-Îsâ.
Elle se trouve au sommet du mont des Oliviers, à 818 m au-dessus du niveau de la mer. Selon la Tradition, elle contient la dernière empreinte du pied de Jésus sur terre avant son Ascension vers les cieux. Elle fait partie des lieux de station de la liturgie de Jérusalem.
Bien que toujours sous l'autorité du Waqf de Jérusalem, cette mosquée est actuellement ouverte aux visiteurs de toutes les confessions, pour une somme modique. C'est la seule mosquée au monde où a lieu chaque année, la pratique de l'Eucharistie à l'occasion de la fête de l'Ascension.

## Historique
La première église de l'Ascension est édifiée entre 388 et 392 par une aristocrate chrétienne romaine, Pomenia ou Poemenia, probablement sous les auspices d'Hélène (mère de Constantin). Elle aurait été une parente de Théodose Ier.
Au VIIe siècle, Adomnan d'Iona relate qu'Arculfe la décrit en forme de rotonde à ciel ouvert, avec trois portiques cintrés, couverts en dessus, et un autel couvert d'un toit côté Est. Il fut impossible de paver le sol d'où le Christ s'était élevé, endroit qui resta entouré d'une paroi d'airain, ni de couvrir l'édifice d'un toit. Il semble que cette architecture inspire par la suite nombre de constructions orientales.
En 614, les Perses Sassanides sous la conduite de Khosro II prennent Jérusalem aux Byzantins. Comme la plupart des églises de Jérusalem (Basilique du Pater Noster etc.), celle-ci est détruite, mais le Patriarche Modeste de Jérusalem participe à sa reconstruction.

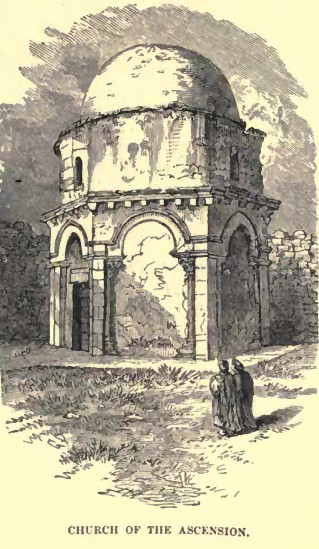
Gravure de 1886.

Sur ses ruines, les croisés élevèrent en 1152 un nouveau bâtiment octogonal, entouré d'un mur circulaire à l'intérieur duquel une ligne concentrique de colonnes supporte la coupole. Jérusalem ayant été prise par Saladin en 1187, l'église est convertie en 1198 en la mosquée que l'on voit aujourd'hui, en y fermant la coupole et y adjoignant un minaret et un Mihrab.
Au-dessous du bâtiment est creusé un caveau où se trouve un sarcophage antique. Sur une paroi est gravée en Grec l'inscription: "Prends confiance, Dometila, personne n'est immortel".
Il s'agit de la seule mosquée au monde qui autorise, chaque année, la pratique de l'Eucharistie à l'occasion de l'Ascension.

## Galerie

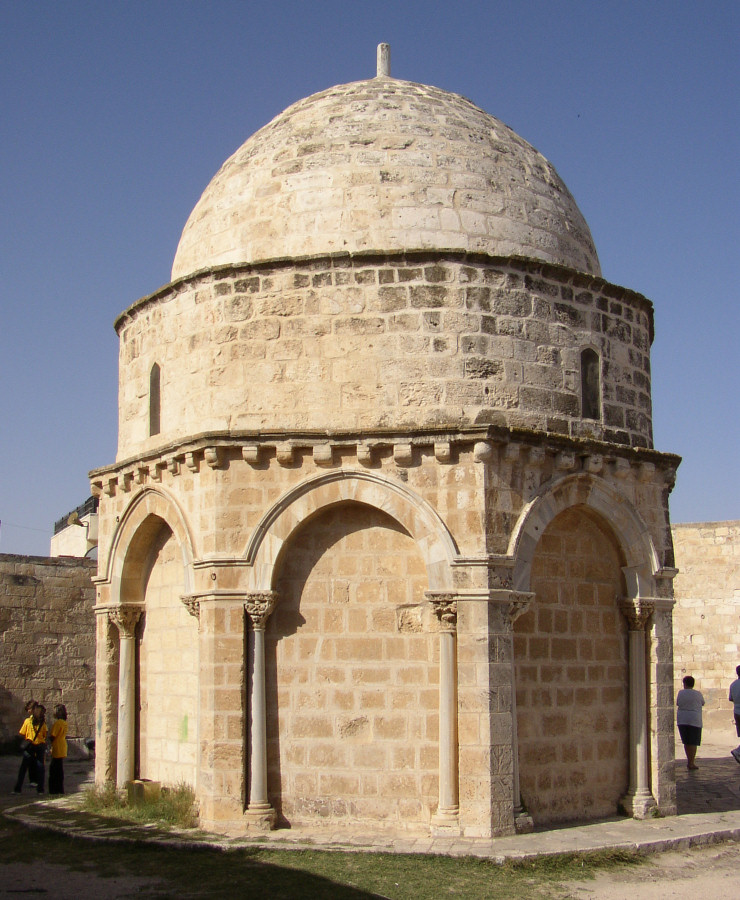
Arrière de l'église
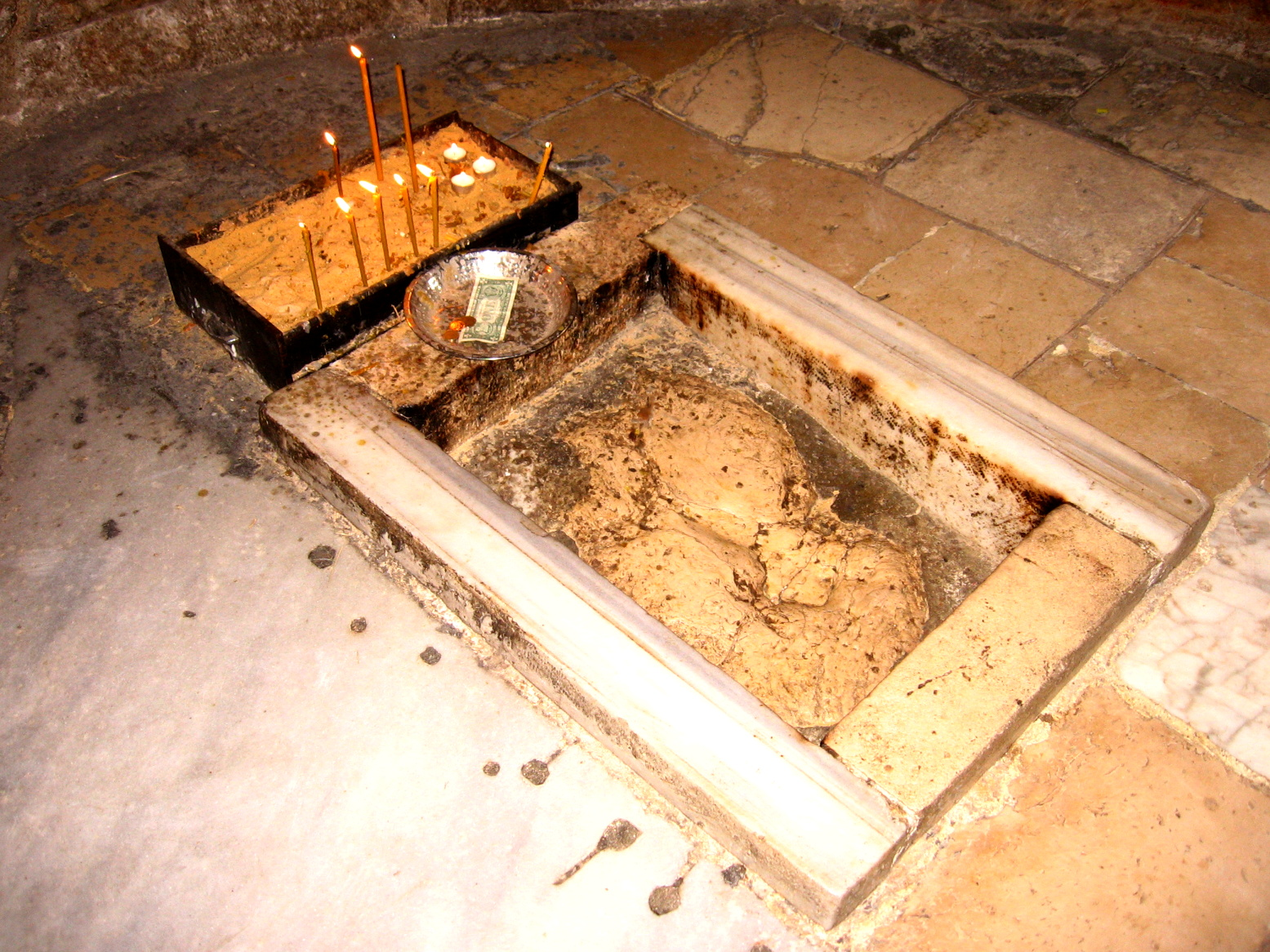
Le rocher de l'empreinte
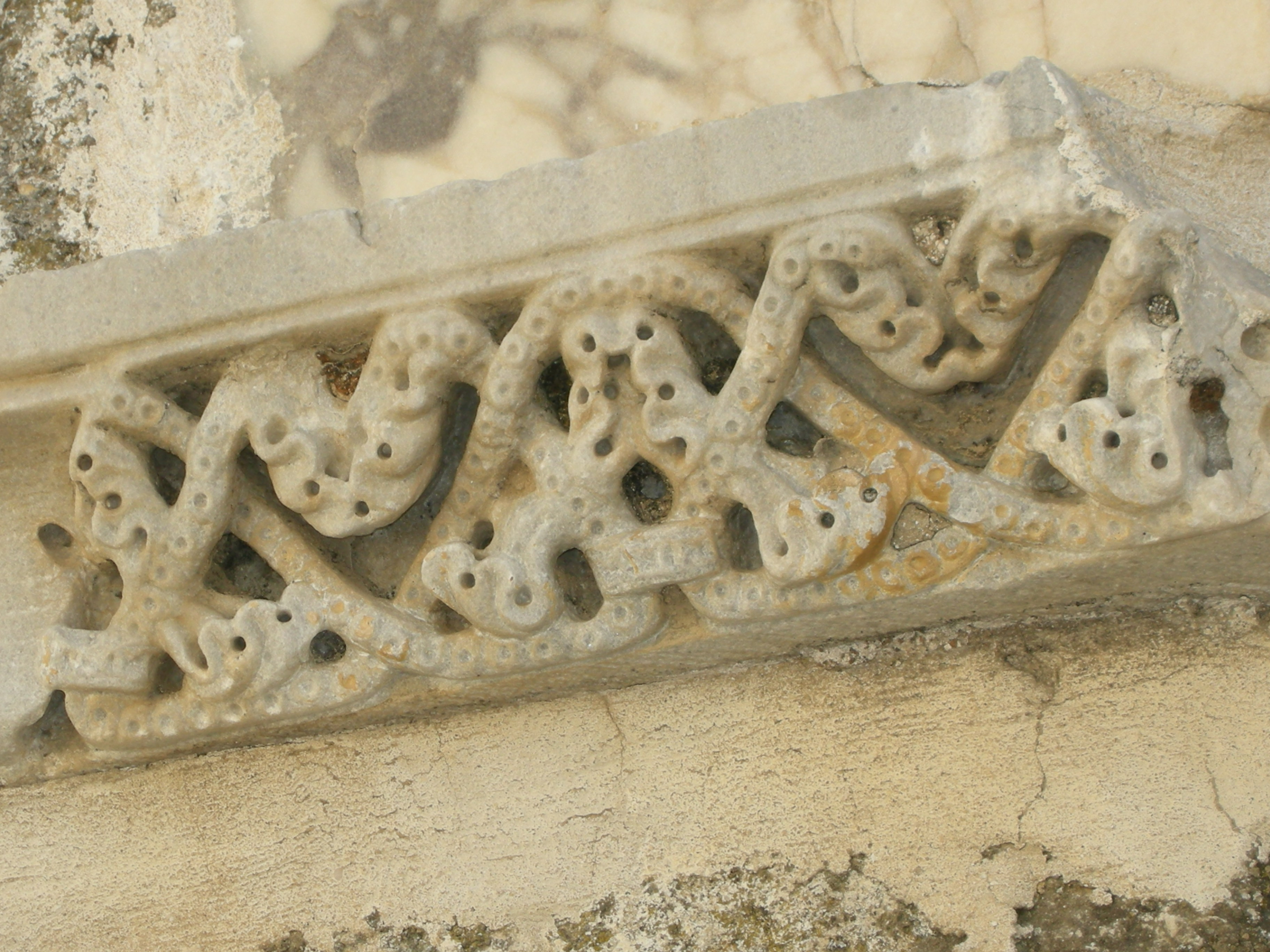
Détail d'une frise
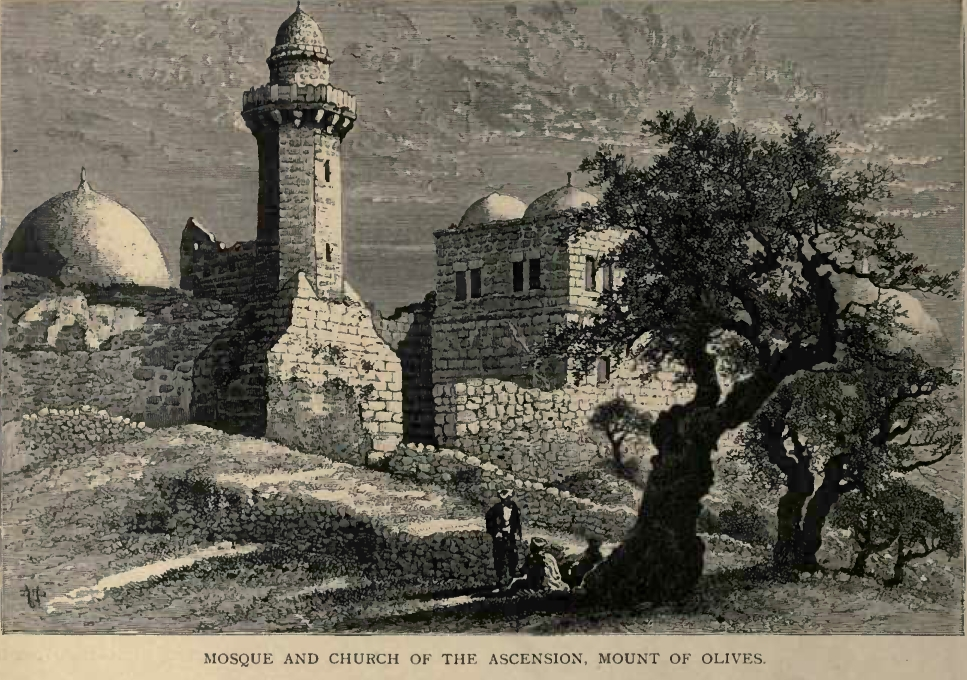
Gravure de 1880